# Leucochrysa vieirana
Leucochrysa vieirana är en insektsart som beskrevs av Navás 1913. Leucochrysa vieirana ingår i släktet Leucochrysa och familjen guldögonsländor. Inga underarter finns listade i Catalogue of Life.